# Rila patak
A Rila egy patak Nyugat-Bulgáriában, Kjusztendil megyében, Rila és Kocserinovo városokban. A Sztruma folyó bal oldali mellékfolyója. Hossza 51 km. A Rila-hegység középső részének nyugati, észak-nyugati részének déli, valamint a dél-nyugati részének északi lejtőinek vízelvezetője.
A Rila a Gornoto Ribno tó észak-keleti sarkából fakad 2225 méter tengerszint feletti magasságban. Rila városa mellett hagyja el a hegységet, eddig a pontig völgye mély és erősen erdős. Rila városa után dél-nyugati irányba fordul és belép a Dupnica mélyedés legdélibb részébe, ahol a völgye széles és sekély lesz. Mintegy 10 kilométer megtétele után balról a Sztruma folyóba ömlik, 346 méter tengerszint feletti magasságban, Kocserinovo város Levszki kerületétől 400 méterre dél-nyugatra.
A folyó vízgyűjtő területe 392 km2, ami a Sztruma vízgyűjtő területének 2,27%-át teszi ki.

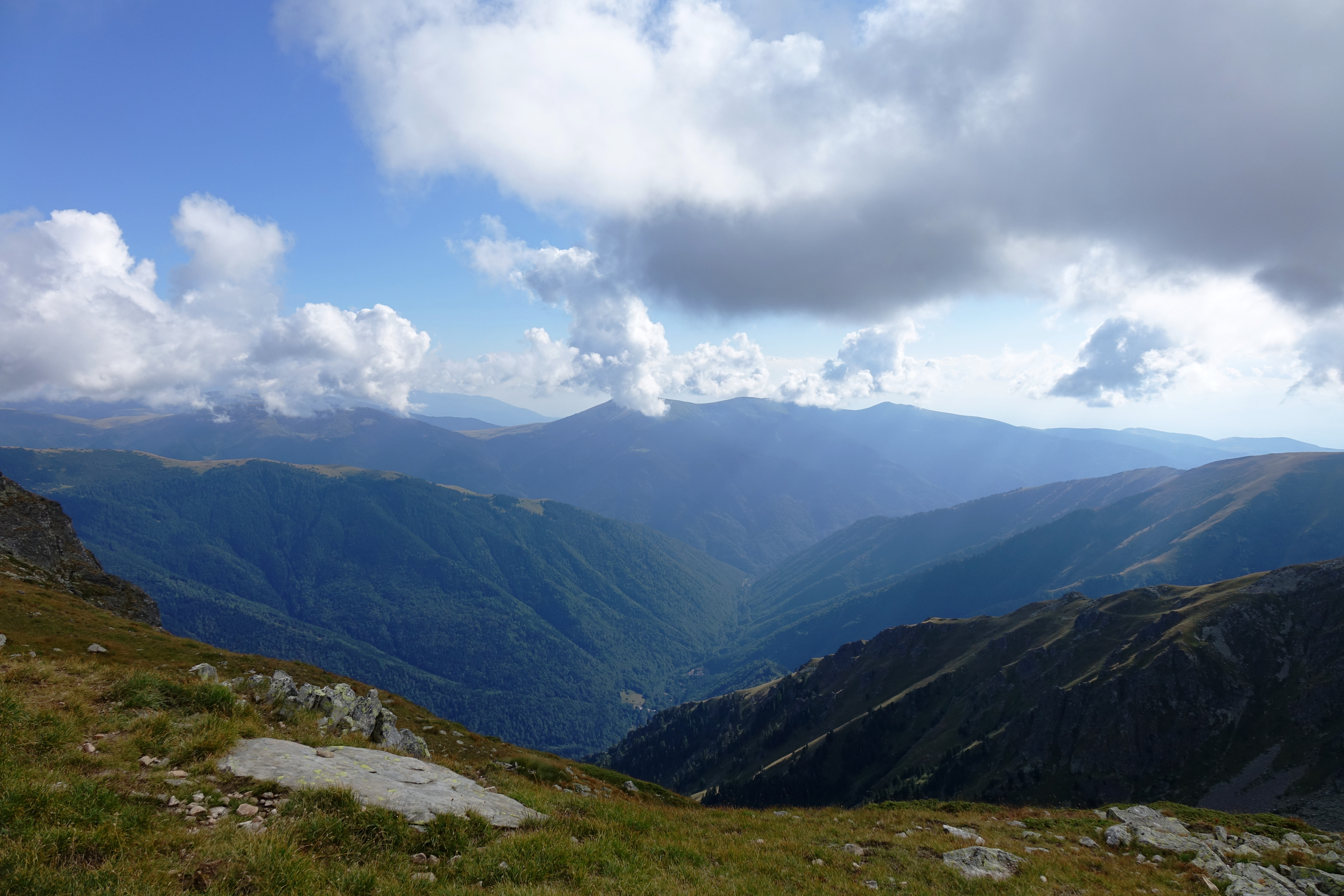
A Rila patak völgye és a Rilai kolostor.

A patak mentén hat település található:
- Rila önkormányzat: Rilai kolostor, Pasztra, Rila;
- Kocserinovo önkormányzat: Sztob, Porominovo, Barakovo.

A folyó vizének nagy részét a felső és középső szakaszon villamosenergia-termelésre használják a Pasztra és a Rila vízerőművekben, a Dupnica-völgyben pedig öntözésre.
Az országos közúthálózat 107-es, harmadrangú útja teljes 38 kilométer hosszú szakasza Kocserinovotól a Rilai kolostorig a patak völgyében halad.
A patak jobb partján, az Ilijna patak torkolatától 4,8 kilométerrere található a legnagyobb és az egyik legrégebbi bolgár kolostor – a Rilai kolostor, amely környezetével együtt a belföldi és nemzetközi turizmus jelentős objektuma.
A patak alsó folyása 1878 és 1912 között a bolgár-oszmán határ volt, Macedónia történeti-földrajzi régió északi határa.

## Fordítás
Ez a szócikk részben vagy egészben  a(z)   Рилска река című bolgár Wikipédia-szócikk ezen változatának fordításán alapul.  Az eredeti cikk szerkesztőit annak laptörténete sorolja fel. Ez a jelzés csupán a megfogalmazás eredetét és a szerzői jogokat jelzi, nem szolgál a cikkben szereplő információk forrásmegjelöléseként.